# Jerome Edward Rupnik
Jerome Edward Rupnik, ameriški kirurg in kontraadmiral slovenskega rodu, * 8. maj 1924, Library, Pensilvanija, ZDA, † 22. april 2006, Marietta, Georgia, ZDA.

## Življenjepis
Jerome Edward Rupnik, kontraadmiral Vojne mornarice ZDA se je rodil očetu Franku (Francu), rudarju - minerju in materi Jennie Kaucic (Kaučič). Po pričevanju E. Gobca je bil admiral Rupnik zelo ponosen na starše in svoje slovensko poreklo.
Sredi 2. svetovne vojne je bil julija 1943 regrutiran v vojno mornarico. Kot bolničar je absolviral potrebne programe in postal kemijski tehnik. Kot rezervist-bolničar je med letoma 1945 in 1948 nadaljeval s svojo medicinsko izobrazbo na Državni univerzi v Pittsburghu, Kansas, postal doktor medicine in obenem dobil čin sanitetnega poročnika. Zato se je odločil nadaljevati zdravniško kariero v vojni mornarici. Zdravniški staž je začel 1948 v mornariški bolnici v Bethesdi, Maryland, nato pa je služboval kot zdravnik v mornariških enotah, na ladjah. V letih 1951–1953 se je posvetil študiju in izpopolnjevanju, potem pa je bil kirurg v že omenjeni vojnomornariški bolnici v Bethesdi. Nato je bil premeščen v Atene, kjer je bil od 1956–1958 vodja sanitetne skupine v ameriški vojnopomorski bazi. Bil je tudi imenovan za profesorja kirurgije na Univerzi Georgetown. Aprila 1971 je postal poveljnik vojnomornariške medicinske šole v Bethesdi. Maja 1972 je bil povišan v čin kontraadmirala. Postal je tudi član ameriškega kirurškega in medicinskega združenja. Je prejemnik številnih odlikovanj, med drugim tudi srebrne in bronaste zvezde in medalje za uspešno delo.